# Pretest
Pretest bzw. Vortest ist ein Begriff aus der empirischen Sozialforschung und bezeichnet die Qualitätsverbesserung von Erhebungsinstrumenten wie Fragebogen (Umfrageforschung) oder Codebüchern (Inhaltsanalyse) sowie Forschungsdesigns (Experimente) vor der Durchführung einer Erhebung durch Ausprobieren vor Erhebungsbeginn.
Dies geschieht einmal, um das Risiko des Misserfolgs zu reduzieren und vorab Gründe für ein eventuelles Versagen zu finden. Außerdem können nach den Pretests eventuell noch Verbesserungen vorgenommen werden.

## Pretests in der Werbebranche
In der Werbebranche werden damit Tests bezeichnet, die vor der Schaltung der endgültigen Werbemittel durchgeführt werden, um Hinweise auf den möglichen Werbeerfolg zu erhalten. Es wird zwischen dem subjektiven Verfahren und dem objektiven Verfahren unterschieden, wobei beiden Begriffen keine wertende Bedeutung zukommt. Beispiele für den Pretest sind: Folder-Test, Lesebeobachtungen, Blickbewegungstest und Tachistoskoptest.

### Subjektives Verfahren
Die Meinung der begutachtenden Personen (Verbraucher, Fachleute etc.) wird rangfolgemäßig aus einer Mehrzahl von Entwürfen bewertet. Dabei kommt es entweder zu einem Paarvergleich (Beurteilung gegenüber 2 Entwürfen) oder zu einem Skalentest (Beurteilung nach besten Skalen wie teuer-billig etc.).

### Objektives Verfahren
Diese Messverfahren unter Versuchsbedingungen bewerten Reaktion und Eindrücke der Klientel. Dabei werden vor allem das Tachistoskopverfahren (die Werbemittel werden nur kurz gezeigt), das Psychogalvanometerverfahren (Messung der Veränderung des elektrischen Hautwiderstandes bei gezeigten Bildern oder gehörten Texten), das Pupillenveränderungsmessungsverfahren (Messung der Pupillenveränderung beim Erkennen des Werbematerials) und auch die Speichelflussmessung beim Vortesten oder Betrachten der Nahrungsmittelwerbung angewendet.